# Заславська Олена Олександрівна
Заславська Олена Олександрівна (рос. Заславская Елена  Александровна; 14 жовтня 1977, Лисичанськ Луганської обл.) — українська колаборантка з РФ, колишня українська російськомовна поетеса, письменниця, проросійська журналістка і суспільна діячка. Нині — літературна діячка в терористичному угрупованні ЛНР.
2006 році на всеукраїнському слемі «ZEX» у Харкові обрана «Головою земної кулі». До 2010 року була членом Міжрегіонального союзу письменників України та відома тим, що привселюдно спалила свій членський квиток МСПУ. У минулома була однією з провідних учасниць та членом реввійськради літературного угруповання «СТАН», але у зв'язку з неприйняттям про-євромайданівської позиції угруповання під час Революції гідності вийшла з його складу восени 2014 року.
2014 року підтримала так звану «ЛНР» та стала членом так званої «Спілки письменників ЛНР». Працює редактором газети «Камертон» Луганської академії культури та мистецтв ім. Матусовського.
З 2015 року перебуває [Архівовано 12 грудня 2019 у Wayback Machine.] в списку Центр «Миротворець».

## Життєпис

### Ранні роки

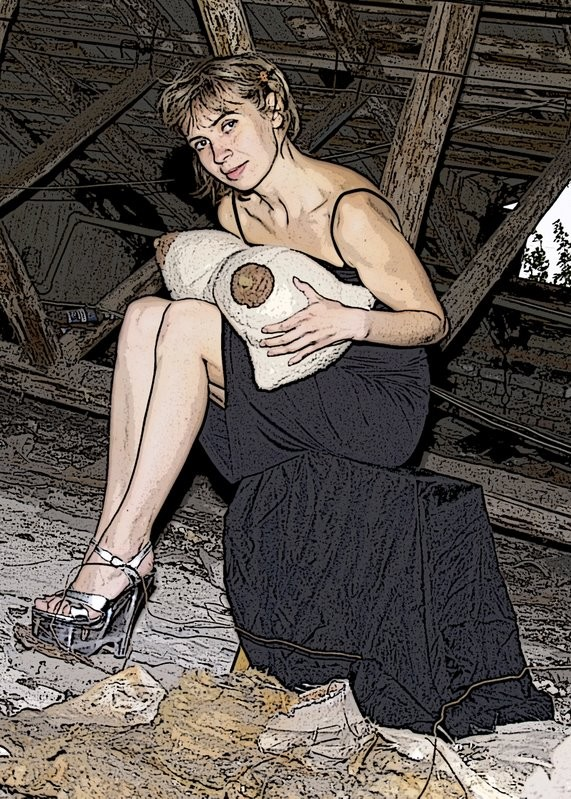
поетичні груди Олени Заславської, 2009

Закінчила Лисичанську гімназію гуманітарно-естетичного профілю. Отримала диплом спеціаліста фізико-математичного факультету Луганського національного педагогічного університету ім. Шевченка. Закінчила магістратуру Луганської державної академії культури і мистецтв за спеціальністю «управління проєктами».
Після закінчення університету, працювала журналістом на місцевому телебаченні, в газетах та інтернет виданнях.

### Літературна діяльність

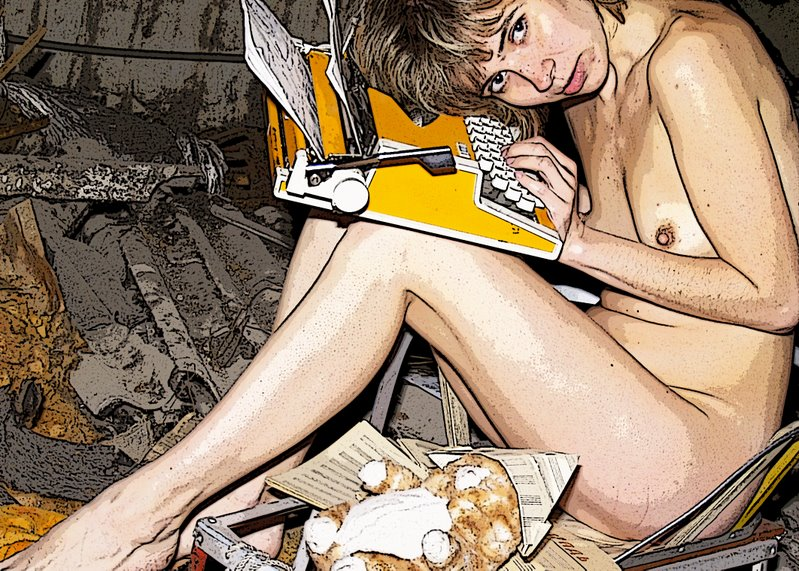
Під час роботи над порно-поемою «ЄД», 2009

1999–2014 — член літературного угруповання «СТАН». До 2010 року була у Міжрегіональній спілці письменників України. У передмові свого літературного збірника «Переворот» назвала себе «матір'ю-засновницею» терористичної групи «Література сучасного Донбасу» («ЛСД»).
До 2014 року активно брала участь як у луганському локальному літературному житті, так і у всеукраїнському. Зокрема, Заславська стала фіналісткою Всеукраїнського слему «ZEX» (Харків, 2006), «Оберслему» (Харків, 2007), Головного Київського Слему (Київ, 2008), Канкрєтнава Данєцкаґа слему (Донецьк 2008), міжнародного Dzejas Slams (Рига, Латвія 2011) тощо. Тексти Заславської публікувалися в українських літературних журналах «Четвер» та «Київська Русь», в збірниках СТАНу, закордонних літературних журналах, зокрема в україно-німецькому літературному журналі «Склянка Часу*Zeitglas», російському літературному журанлі «Дзеркало», різних інтернет виданнях.
Заславська представляла Схід України на читаннях Literaturwerkstatt в Берліні 2009 року, на Лейпцизькому книжковому ярмарку в 2012 році та на поетичному фестивалі в Берліні в 2014 році. На тому ж поетичному фестивалі в Берліні 2016 року, як і на «Debates on Europe 2015» у Харкові у 2015 році, Заславська вже представляла так звану «Луганську народну республіку».

### Громадська діяльність

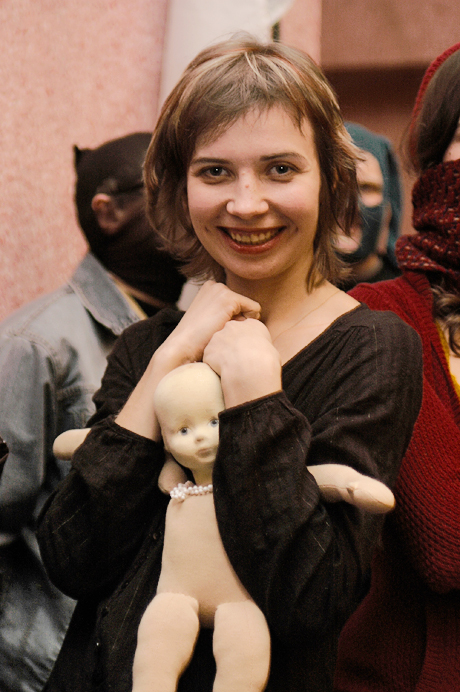
«ОБЕРСЛЕМ», 2007

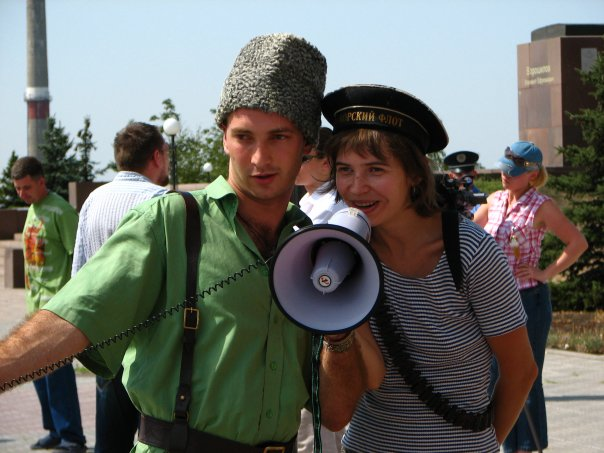
Заславська та Мінкін, 2008

Як керівниця луганського літературного об'єдання «СТАН», починаючи з 2000-их брала участь в різноманітних провокаційних акціях цього угруповання: «ФСБ — руки геть від Дзержинського», «Вибори є — вибору нема», «У вогонь інквізиторів», «Дівчата знімають дівчат» тощо.
Після початку Українсько-російської війни 2014 року, Заславська підтримала так званий «ЛНР» і стала активним тамтешнім літератором.
2015 року за підтримки російського фонду «Рускій мір» взяла участь у Москві у презентації збірника так званої поезії «Про Новоросію».

## Нагороди
- 2014 року в Одесі отримала першу премію і Гран-прі II Одеського Корнейчуковского фестивалю дитячої літератури, який відбувся в рамках XVIII Міжнародної книжкової виставки-ярмарку «Зелена хвиля» (номінація «Проза для дітей молодшого віку») за повість-казку «Необыкновенные приключения Чемоданте, Чи-Беретты и Пончика».
- 2015 року в Москві стала лавреаткою Міжнародної премії імені Сергія Єсєніна.[14]